# Man on the Moon: The End of Day
Pour les articles homonymes, voir Man on the Moon (homonymie).
Albums de Kid Cudi
A Kid Named Cudi (mixtape)
(2008) Man on the Moon II: The Legend of Mr. Rager
(2010)
Singles
1. Day 'n' Nite
Sortie : 5 février 2008
2. Make Her Say
Sortie : 9 juin 2009
3. Pursuit of Happiness
Sortie : 25 janvier 2010

Man on the Moon: The End of Day est le premier album studio de Kid Cudi, sorti en 2009.
Initialement, l'album était intitulé Man on the Moon: The Guardians. Il s'agit d'un album-concept divisé en cinq actes, tous introduits par le rappeur Common.
À sa sortie, l'album se classe 4e au Billboard 200 et s'écoule à 104 419 exemplaires la première semaine aux États-Unis.
Une édition Deluxe est également sortie. On y retrouve trois bonus, extraits de sa mixtape A Kid Named Cudi, ainsi qu'un DVD de 65 minutes d'archives en concert.
La « saga » Man on the Moon se poursuit l'année suivante avec Man on the Moon II: The Legend of Mr. Rager (2010) et Man on the Moon III: The Chosen (2020).

## Singles
Le 1er single extrait de l'album est Day 'n' Nite, qui sort en février 2008. Cependant, le titre était déjà connu sur Internet depuis fin 2007. Day 'n' Nite sera également rendu populaire grâce au remix electro de Crookers, ce qui permettra à Kid Cudi de se faire connaître notamment en Europe. Il existe deux versions du clip.
Le 2e single, Make Her Say avec Kanye West de Common, paraît en juin 2009. Le morceau reprend un sample de la version « piano » de Poker Face de Lady Gaga. Il se classe 43e au Billboard Hot 100, 39e au Hot R&B/Hip-Hop Songs et 67e au Classement des singles au Royaume-Uni.
Le 3e single est Pursuit of Happiness, produit par le groupe électro Ratatat. Un autre groupe, MGMT, participe également à la chanson. Sorti en janvier 2010, Pursuit of Happiness se classe 59e au Billboard Hot 100, 76e au Canadian Hot 100 et 137e au Royaume-Uni. Dans le clip, réalisé par Brody Baker et produit par Josh Hartnett, on retrouve les rappeurs Consequence et Drake.

## Liste des titres
| 1. | In My Dreams (Cudder Anthem)                                         | Emile                                | Biceps de Garnegy & Maties                    | 3:19 |
| 2. | Soundtrack 2 My Life                                                 | Emile                                | 99 Problems d'Ice-T featuring Brother Marquis | 3:55 |
| 3. | Simple As... (ABC Auto-Industry d'Orchestral Manoeuvres in the Dark) | Kanye West, Plain Pat & Jeff Bhasker |                                               | 2:31 |

| 4. | Solo Dolo (Nightmare)                  | Emile                       | The Traitor du Menahan Street Band                                                            | 4:25 |
| 5. | Heart of a Lion (Kid Cudi Theme Music) | Alex da Kid & Free School   |                                                                                               | 4:21 |
| 6. | My World (featuring Billy Craven)      | The Runawayz & Jeff Bhasker | All What I Have du Système Crapoutchik Run This Town de Jay-Z featuring Rihanna et Kanye West | 4:03 |

| 7. | Day 'n' Nite (Nightmare)                | Dot da Genius, Kid Cudi coprod. |  | 3:41 |
| 8. | Sky Might Fall                          | Kanye West                      |  | 3:40 |
| 9. | Enter Galactic (Love Connection Part I) | Matt Friedman des ILLFONICS     |  | 4:20 |

| 10. | Alive (Nightmare) (featuring Ratatat)                        | Ratatat    | | 4:06 |
| 11. | Cudi Zone                                                    | Emile      | | 4:19 |
| 12. | Make Her Say (featuring Kanye West et Common)                | Kanye West | Poker Face (Live at the Cherrytree House Piano & Voice Version) de Lady Gaga Blame It de Jamie Foxx featuring T-Pain In the Morning Time de Tramaine Whatever You Like de T.I. Let's Ride de Q-Tip Down for My Niggaz de C-Murder featuring Snoop Dogg & Magic | 3:36 |
| 13. | Pursuit of Happiness (Nightmare) (featuring MGMT et Ratatat) | Ratatat    | | 4:55 |

| 14. | Hyyerr (featuring Chip tha Ripper)  | Crada       | Early Morning Love de Lou Rawls | 3:32 |
| 15. | Up Up & Away (The Wake & Bake Song) | Free School |                                 | 3:47 |

| 16. | Man on the Moon (The Anthem)         | Alex da Kid | 3:31 |
| 17. | T.G.I.F. (featuring Chip tha Ripper) | Jon Brion   | 2:31 |
| 18. | Is There Any Love? (featuring Wale)  | Emile       | 3:30 |

| 16. | Day 'n' Nite (Crookers Remix) | Crookers | 4:41 |

## Classement et certifications
| Classement (2009)      | Meilleure position |
| ---------------------- | ------------------ |
| Australie              | 85                 |
| Canadian Albums Chart  | 11                 |
| France                 | 56                 |
| Allemagne              | 90                 |
| Suisse                 | 56                 |
| UK Albums Chart        | 119                |
| UK R&B Albums Chart    | 8                  |
| Billboard 200          | 4                  |
| Top R&B/Hip-Hop Albums | 5                  |
| Top Rap Albums         | 4                  |

| Pays       | Association | Certification |
| ---------- | ----------- | ------------- |
| États-Unis | RIAA        | Or            |

| Classement           | Position |
| -------------------- | -------- |
| Billboard 200 (2009) | 157      |
| Billboard 200 (2010) | 127      |